# Opius arenaceus
Opius arenaceus är en stekelart som beskrevs av Jakimavicius 1986. Opius arenaceus ingår i släktet Opius och familjen bracksteklar. Inga underarter finns listade i Catalogue of Life.